# Mules papales

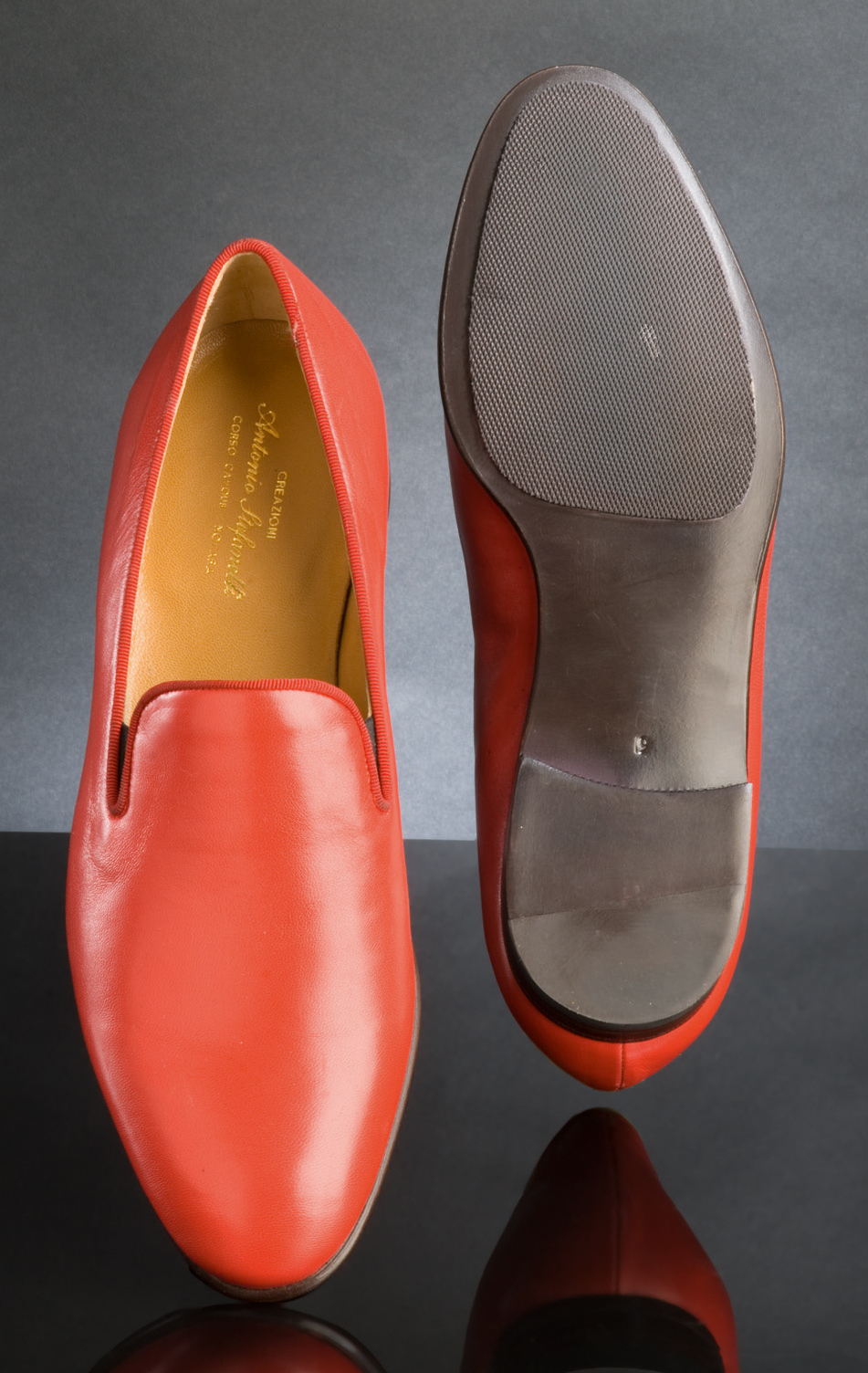
Une paire de mules papales rouges, fabriquée par le cordonnier Antonio Stefanelli pour le pape Benoît XVI.

Les mules papales sont les chaussures d'extérieur, en cuir rouges, portées par le pape. Elles ne doivent pas être confondues avec les pantoufles papales, également rouges, qu'il porte à l'intérieur des résidences apostoliques, ou avec les sandales épiscopales, qui étaient les chaussures liturgiques propres à tous les évêques de l'Église latine.

Les mules papales sont l'un des seuls vestiges (notamment avec la grande cape rouge) de l'ancienne couleur rouge qui était celle de l'ensemble des vêtements pontificaux. C'est le pape Pie V, après son élection, qui changea pour la première fois la couleur de la soutane papale, autrefois entièrement rouge, en blanc ; seules les chaussures demeurèrent absolument rouges, cela pour une raison historico-liturgique : le rouge est la couleur du sang, celui du martyre, symbole signifiant que le pape, en particulier, si cela est nécessaire, est prêt à mettre ses pas dans les pas de saint Pierre, premier pape, et aller, comme lui, jusqu'au martyre) en versant son sang au service de Jésus-Christ et de l'Église catholique.

## Histoire
Les chaussures pontificales d'extérieur, traditionnellement de velours ou de satin rouge jusqu'au milieu du XXe siècle, puis alternativement de maroquin rouge, étaient, jusqu'à Jean XXIII, ornées sur le dessus d'une grande croix en fil d'or tressé. Jusqu'au pape Pie XI, les fidèles pouvaient s'agenouiller et effleurer des lèvres cette croix, lors du baise-pieds et du baise-main, d'obéissance et de respect (en fait l'anneau pontifical, que porte le pape à l'annulaire droit). Cette croix, sur les deux chaussures, s'étendait sur tout le dessus jusqu'au XVIIIe siècle et fut beaucoup plus raccourcie par la suite. 
En 1958, le baise-pied étant de moins en moins autorisé par le protocole, le pape Jean XXIII, supprima cette croix, laquelle fut remplacée par une broderie de fil doré.

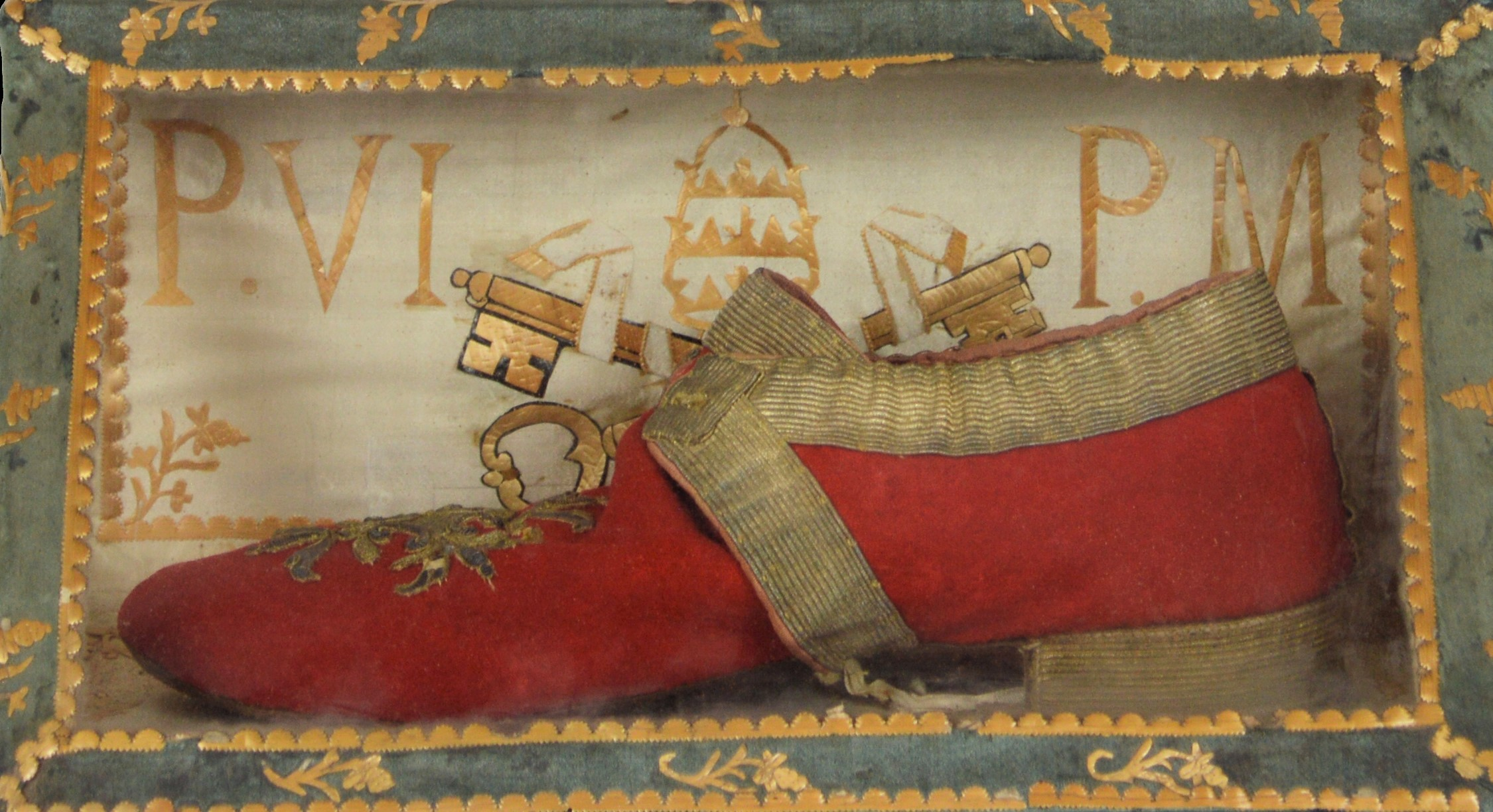
Une des chaussures rouges du pape Pie VI (1775-1799).

En 1969, le pape Paul VI opta pour des mules papales de maroquin rouge. Par la même occasion, il fit supprimer les boucles métalliques des chaussures de tous les ecclésiastiques, telles qu'elles étaient portées jusqu'alors, notamment par les prélats. Il cesse également, progressivement, d'utiliser les pantoufles papales ainsi que la mozette blanche, mais non la rouge, qui reste en vigueur.
En 1978, Jean-Paul Ier, qui ne fut pape que pendant 33 jours, porte des mules en cuir rouge, comme celles de Paul VI.
Au début de son pontificat, le pape Jean-Paul II porte également les mules papales rouges, mais adopte peu à peu, vers la fin de son pontificat, le port de chaussures d'un rouge plus foncé. Toutefois, lors de ses funérailles, en avril 2005, sa dépouille mortelle, exposée dans les appartements pontificaux puis dans la basilique Saint-Pierre, est chaussée des mules papales rouge, revêtu de la chasuble rouge, et fut ainsi descendu au tombeau, tout comme Paul VI, Jean-Paul Ier et tous ses prédécesseurs.
Dès le début de son pontificat en 2005, le pape Benoît XVI réintroduit des vêtements pontificaux traditionnels, même certains qui n'avaient plus été portés par Jean-Paul II dans ses dernières années, comme le saturno, que porta Jean-Paul II au début de son pontificat, notamment lors de son voyage apostolique au Mexique en 1979, ou le camauro, qui n'avait plus été porté depuis Jean XXIII. Les mules papales redevinrent d'un rouge vif, encore une fois la couleur symbolisant le sang de l'éventuel martyre. Elles furent faites par le cordonnier papal et celui des cardinaux, Adriano Stefanelli, de Novara. En 2008, le pape Benoît XVI restaure l'utilisation de la mozette pascale, de la semaine dite in albis, en damas blanc, selon la tradition romaine du temps pascal, mais les mules restent rouge vif.
À la suite de son élection en 2013, le pape François ne voulut pas porter de mules papales, cela à titre personnel, qui n'engage pas ses successeurs, et opta pour de simples chaussures noires.